# Педерсен, Мари
Мари Ловиз Педерсен (норв. Marie Lovise Pedersen, 16 января 1893, Тронхейм, Тронхейм — 27 июня 1990) — норвежский педагог, специалист в области специальной педагогики.
Она родилась в Тронхейме в семье Ганса Мартиниуса Педерсена и Кристин Элизабет Андерсен и была сестрой архитектора Сверре Педерсена и металлурга Харальда Педерсена. Она умерла в Тронхейме в 1990 году.
Педерсен получила диплом учителя в 1913 году и получила дальнейшее образование в Женевском и Цюрихском университетах. Она была учителем и директором Тронхеймской школы специальной педагогики. С 1939 по 1962 год она занимала должность директора Управления специальных школ (норв. Direktoratet for spesialskolene). Она написала книгу Intelligensprøving av barn (Тестирование интеллекта детей) в 1933 году и была соавтором книги De evnesvake i skole og samfunn (Слабые в школе и обществе) в 1946 году.